# Chris Kaman
Christopher Zane Kaman, detto Chris (Grand Rapids, 28 aprile 1982), è un ex cestista statunitense naturalizzato tedesco,che giocava nel ruolo centro.
È alto 213 cm e pesa 120 kg.

## Carriera

### High school e università
Ha frequentato la Tri-Unity Christian High School a Wyoming (Michigan), portando la sua squadra ai quarti di finale della Class D statale nel 2000. Si è quindi iscritto alla Central Michigan University.

### NBA

#### Los Angeles Clippers
Al draft viene selezionato come sesta scelta assoluta dai Los Angeles Clippers. Nel suo anno da rookie ha trovato subito parecchio spazio giocando tutte le 82 partite della stagione regolare (di cui 61 nel quintetto di partenza) con una media di 22,5 minuti e totalizzando 6,1 punti, 5,6 rimbalzi e 0,89 stoppate di media. Tra le matricole della stagione 2003-04 è risultato essere il secondo per stoppate (0,89 di media), terzo per percentuale di tiro dal campo (46%) e quarto per rimbalzi a partita (5,6 di media). Questo buon rendimento gli ha procurato la convocazione per il Rookie Challenge 2004 nell'ambito dell'All-Star Weekend 2004, svoltosi a Los Angeles, segnando 8 punti (4/7 al tiro) e 7 rimbalzi in 19 minuti.
Nel suo secondo anno Kaman ha giocato 63 partite (di cui 50 in quintetto base) migliorando tutte le sue medie statistiche totalizzando 9,1 punti, 6,7 rimbalzi e 1,38 stoppate per un utilizzo medio di 25,9 minuti. È stato tuttavia costretto a saltare 12 partite a causa di vari infortuni, tra cui le prime 11 partite stagionali per una distorsione alla caviglia sinistra. È tuttavia andato in doppia cifra in 30 partite e ha segnato 20 o più punti in 4 partite; ha inoltre realizzato 14 doppie doppie in punti-rimbalzi e ha guidato la sua squadra in 16 partite in rimbalzi e in 19 partite in stoppate. Nonostante i miglioramenti di Kaman, i Clippers hanno fallito l'accesso ai play-off per l'ottavo anno di fila.
Nella stagione 2005-06 Kaman ha giocato 78 partite (tutte in quintetto) facendo registrare ulteriori progressi: 11,9 punti, 9,6 rimbalzi e 1,38 stoppate in 32,8 minuti di media a partita. Ha saltato due partite per una distorsione alla caviglia sinistra e una partita per una botta al ginocchio sinistro. Di particolare rilievo la statistica della media-rimbalzi che lo ha portato ad essere il nono giocatore in assoluto dell'NBA in questa specialità del gioco. È inoltre andato in doppia cifra in 49 partite, segnando 20 o più punti in 10 partite. Ma, cosa più importante, Kaman ha contribuito all'ottima stagione della sua squadra che, chiudendo con un record vittorie-sconfitte di 47-35, è approdata ai play-off, cosa che non accadeva dal 1997. Al primo turno dei play-off i Clippers incontrano e sconfiggono i Denver Nuggets, venendo però eliminati al secondo turno dai Phoenix Suns.
Nella stagione 2006-07 tutte le statistiche di Kaman sono calate, anche probabilmente a causa di un infortunio al bicipite femorale sofferto durante la preparazione estiva. Ha giocato 75 partite per 10,1 punti, 7,8 rimbalzi, 1,5 stoppate in 29 minuti di media a partita. Nonostante le grandi speranze dei tifosi nella squadra e in Kaman per l'importante stagione precedente, i Clippers hanno fallito l'accesso ai play-off. Nonostante le prestazioni sotto le aspettative, firma con i Clippers un rinnovo a 50 milioni di dollari.
La stagione 2007-08, nonostante sia stata negativa per i Clippers falcidiati dagli infortuni, è stata quella della consacrazione per Kaman, che ha dimostrato di essere uno dei centri più forti della NBA: infatti ha chiuso l'annata con 15,7 punti, 12,7 rimbalzi e 2,8 stoppate di media a partita per un utilizzo medio di 37,2 minuti. Pertanto Kaman è risultato essere il terzo rimbalzista e il terzo stoppatore di tutta la lega.
Nella stagione 2008-09, Kaman, penalizzato dagli infortuni, ha giocato solo 31 partite sulle 82 della regular season con 12 punti e 8 rimbalzi di media ad incontro.
L'ottima prima parte della stagione successiva del centro dei Clippers, nonostante le difficoltà della squadra, gli fa guadagnare la convocazione come riserva all'All-Star Game, al posto dell'infortunato Brandon Roy, guardia dei Portland Trail Blazers.

#### New Orleans Hornets
Il 14 dicembre 2011 viene ceduto insieme a Eric Gordon, Al-Farouq Aminu ed una prima scelta al draft 2012 ai New Orleans Hornets in cambio di Chris Paul e due seconde scelte future. Al debutto con la maglia degli Hornets segna 10 punti e 5 rimbalzi. Qualche giorno dopo ha segnato un season-high di 15 rimbalzi e la settimana successiva un season-high di 20 punti. Il 28 gennaio gli Hornets annunciano che Kaman (che al momento era il giocatore più vecchio della squadra) è in vendita in quanto si vogliono valorizzare giocatori più giovani della squadra. In attesa quindi di concludere la sua cessione, è stato messo fuori rosa, ma è stato in seguito reintegrato per la mancanza di offerte soddisfacenti. Nella partita di debutto dopo il reintegro, Kaman ha segnato 10 punti e 12 rimbalzi in 22 minuti, partendo dalla panchina, contro i Sacramento Kings; ha poi segnato sempre come riserva 17 punti e 9 rimbalzi in 30 minuti contro i Chicago Bulls.

#### Dallas Mavericks
Nel luglio 2012 firma un contratto annuale a 8 milioni di dollari con i Dallas Mavericks, trovando il suo compagno di nazionale Dirk Nowitzki. Chiude la stagione con 10,5 punti e 5,6 rimbalzi in 20,7 minuti di media in 66 partite (52 da titolare). I Mavericks chiudono con un record di 41-41, non qualificandosi ai play-off per la prima volta dalla stagione 1999-2000.

#### Los Angeles Lakers
Il 12 luglio 2013 firma un contratto annuale a 3,2 milioni di dollari con i Los Angeles Lakers.

#### Portland Trail Blazers
Il 4 luglio 2014 firma un contratto biennale a 9,8 milioni di dollari con i Portland Trail Blazers.

### Nazionale
Kaman ha una doppia cittadinanza: oltre a quella americana, possiede anche il passaporto tedesco. Perciò ha giocato per la Germania al torneo di qualificazione per le Olimpiadi di Pechino 2008 ad Atene dal 14 al 20 luglio 2008. La Germania ha chiuso il torneo al terzo posto ottenendo il diritto alla partecipazione al torneo olimpico cinese, dove Kaman e la sua nazionale si fermeranno alla fase a gironi.
È stato nuovamente convocato dalla Germania per gli Europei di pallacanestro 2011. Quello è stato il suo ultimo torneo con la selezione teutonica con cui vanta 25 presenze.

## Statistiche

### College
| Anno      | Squadra       | PG | PT | MP   | TC%  | 3P% | TL%  | RP   | AP  | PRP | SP  | PP   |
| --------- | ------------- | -- | -- | ---- | ---- | --- | ---- | ---- | --- | --- | --- | ---- |
| 2000-2001 | CMU Chippewas | 28 | 1  | 18,6 | 57,4 | -   | 70,0 | 4,8  | 0,2 | 0,5 | 1,6 | 9,8  |
| 2001-2002 | CMU Chippewas | 24 | 13 | 25,2 | 61,4 | -   | 65,0 | 8,3  | 0,9 | 0,4 | 1,6 | 11,8 |
| 2002-2003 | CMU Chippewas | 31 | 31 | 34,0 | 62,2 | -   | 74,9 | 12,0 | 1,2 | 0,6 | 3,2 | 22,4 |
| Carriera  | Carriera      | 83 | 45 | 26,3 | 60,8 | -   | 71,3 | 8,5  | 0,8 | 0,5 | 2,2 | 15,1 |

### NBA

#### Regular Season
| Anno      | Squadra             | PG  | PT  | MP   | TC%  | 3P%  | TL%  | RP   | AP  | PRP | SP  | PP   |
| --------- | ------------------- | --- | --- | ---- | ---- | ---- | ---- | ---- | --- | --- | --- | ---- |
| 2003-2004 | L.A. Clippers       | 82  | 61  | 22,5 | 46,0 | 0,0  | 69,7 | 5,6  | 1,0 | 0,3 | 0,9 | 6,1  |
| 2004-2005 | L.A. Clippers       | 63  | 50  | 25,9 | 49,7 | 0,0  | 66,1 | 6,7  | 1,2 | 0,4 | 1,1 | 9,1  |
| 2005-2006 | L.A. Clippers       | 78  | 78  | 32,8 | 52,3 | 0,0  | 77,0 | 9,6  | 1,0 | 0,6 | 1,4 | 11,9 |
| 2006-2007 | L.A. Clippers       | 75  | 66  | 29,0 | 45,1 | 0,0  | 74,1 | 7,8  | 1,1 | 0,5 | 1,5 | 10,1 |
| 2007-2008 | L.A. Clippers       | 56  | 55  | 37,2 | 48,3 | 0,0  | 76,2 | 12,7 | 1,9 | 0,6 | 2,8 | 15,7 |
| 2008-2009 | L.A. Clippers       | 31  | 24  | 29,7 | 52,8 | -    | 68,0 | 8,0  | 1,5 | 0,5 | 1,5 | 12,0 |
| 2009-2010 | L.A. Clippers       | 76  | 76  | 34,3 | 49,0 | 0,0  | 74,9 | 9,3  | 1,6 | 0,5 | 1,2 | 18,5 |
| 2010-2011 | L.A. Clippers       | 32  | 15  | 26,2 | 47,1 | -    | 75,4 | 7,0  | 1,4 | 0,5 | 1,5 | 12,4 |
| 2011-2012 | N.O. Hornets        | 47  | 33  | 29,2 | 44,6 | -    | 78,5 | 7,7  | 2,1 | 0,5 | 1,6 | 13,1 |
| 2012-2013 | Dallas Mavericks    | 66  | 52  | 20,7 | 50,7 | 0,0  | 78,8 | 5,6  | 0,8 | 0,4 | 0,8 | 10,5 |
| 2013-2014 | L.A. Lakers         | 39  | 13  | 18,9 | 50,9 | 0,0  | 76,5 | 5,9  | 1,5 | 0,3 | 1,0 | 10,4 |
| 2014-2015 | Portland T. Blazers | 74  | 13  | 18,9 | 51,5 | -    | 70,6 | 6,5  | 0,9 | 0,2 | 0,7 | 8,6  |
| 2015-2016 | Portland T. Blazers | 16  | 2   | 7,0  | 46,5 | 25,0 | 100  | 1,5  | 0,7 | 0,1 | 0,1 | 2,8  |
| Carriera  | Carriera            | 735 | 538 | 26,7 | 48,9 | 4,2  | 74,3 | 7,6  | 1,3 | 0,4 | 1,3 | 11,2 |

#### Playoffs
| Anno     | Squadra             | PG | PT | MP   | TC%  | 3P% | TL%  | RP  | AP  | PRP | SP  | PP   |
| -------- | ------------------- | -- | -- | ---- | ---- | --- | ---- | --- | --- | --- | --- | ---- |
| 2006     | L.A. Clippers       | 11 | 10 | 29,5 | 59,3 | -   | 76,2 | 8,0 | 0,9 | 0,5 | 0,8 | 10,7 |
| 2015     | Portland T. Blazers | 3  | 0  | 12,3 | 50,0 | -   | 100  | 4,7 | 1,0 | 0,0 | 0,0 | 3,0  |
| 2016     | Portland T. Blazers | 4  | 0  | 8,0  | 38,9 | -   | -    | 2,0 | 0,3 | 0,5 | 0,0 | 3,5  |
| Carriera | Carriera            | 18 | 10 | 21,8 | 55,4 | -   | 77,3 | 6,1 | 0,8 | 0,4 | 0,5 | 7,8  |

## Riconoscimenti
- Convocazione all'All-Star Game: 2010

## Vita privata
Nel luglio 2008 ha ottenuto la cittadinanza tedesca, nonostante non parlasse alcuna parola di tedesco (i suoi bisnonni erano tedeschi).
Il 7 giugno 2010 si è sposato con Emilie VilleMonte, che aveva conosciuto alla Central Michigan University.
Il procuratore di Kaman era Rob Pelinka.